# Camponotus annulatus
Camponotus annulatus é uma espécie de inseto do gênero Camponotus, pertencente à família Formicidae.